# Pimenteiras do Oeste
Pimenteiras do Oeste é um município brasileiro do estado de Rondônia.

## Geografia
Localiza-se a uma latitude 13º28'57" sul e a uma longitude 61º02'48" oeste, estando a uma altitude de 185 metros. Sua população estimada em 2018 pelo IBGE foi de 2.191 habitantes.
Possui uma área de 6.015 km².

## História
A localidade de Pimenteiras foi elevada à categoria de distrito do Município de Cerejeiras no dia 10 de agosto de 1983, através do decreto nº 1.396 e reafirmado pela lei nº 005, de 21 de novembro do mesmo ano.
Através da lei nº 645, de 27 de dezembro de 1995, assinada pelo Governador Valdir Raupp de Matos, o distrito obteve sua emancipação com o nome de Pimenteiras do Oeste, porque a lei não permite a criação de um novo município com o nome de outro já existente.

### Ocupação
O processo de ocupação do espaço natural onde hoje se localiza o Município de Pimenteiras do Oeste, originou-se da fuga dos escravos procedentes de Vila Bela da Santíssima Trindade do Estado de Mato Grosso. Os escravos fugindo de Vila Bela, dirigiam-se para o Norte, seguindo o curso do Rio Guaporé. Embora haja referências quanto a este processo que teria se iniciado no séculos XVII e XVIII, o que nos parece mais certo é que a fundação de quilombos ocorreu durante o primeiro Ciclo da Borracha, entre 1877 a 1914. A área da fazenda Santas Cruz constituiu uma expressão dessa realidade e tornou-se o germe do povoado e, hoje, município. Na localidade de Laranjeiras, até hoje existente como um povoado e que abriga cerca de 70 moradores, tivemos outro núcleo de ocupação que, segundo informações foi fundado pelo seringueiro veneziano Américo Casara.
Do que foi exposto até aqui, podemos afirmar que a matriz de onde se originou o processo de ocupação da área foi Vila Bela da Santíssima Trindade; o deslocamento dos negros fugitivos consolidou-se com o povoado da Fazenda Santa Cruz, em consequência do Primeiro Ciclo da Borracha.
Francisco Matias, pesquisador da História Política de Rondônia, afirma: "O lote Pimenteiras, contíguo ao lote Barranco Vermelho, situado no pontal do Rio Cabixi com o Rio Guaporé, foi doado à firma exploradora de borracha silvestre Stofen, Sechemak, Muller & Cia, no dia 25 de janeiro de 1913. A 3 de abril de 1929, foi doado a João Nepomuceno Ceballo pelo governo do Estado de Mato Grosso. Essa doação contudo foi retificada pela Secretaria de Terras e Obras Públicas de Mato Grosso que expediu certidão em 10 de fevereiro de 1943, confirmando a posse à firma alemã Stofen, Sechemak, Muller & Cia"
Com o declínio do Ciclo da Borracha, Pimenteiras passou a viver basicamente da pesca nos rios Guaporé e Cabixi. A região estava muito isolada. O acesso só era possível por barco ou via área. Em 13 de setembro de 1943 ocorreu a criação do Território Federal do Guaporé, em terras desmembradas do Mato Grosso e Amazonas. O lote Pimenteiras que pertencia ao Estado de Mato Grosso passou a integrar o Território Federal do Guaporé, posteriormente denominado Rondônia.
No início da década de 80 o governo do Território Federal de Rondônia decidiu construir a rodovia estadual RO-399, ligando o município de Vilhena a Colorado do Oeste. Essa estrada penetrou mais para o interior e, no dia 24 de outubro de 1980, o governador Jorge Teixeira de Oliveira inaugurou a primeira penetração da BR-364 no vale do Guaporé, cujo ponto final fica hoje na cidade de Pimenteiras. Os moradores remanescentes da Fazenda Santa Cruz foram transferidos para o local onde hoje está localizado o sítio urbano de Pimenteiras.

## Educação
Ensino básico, fundamental e médio
- Escola Inácio de Castro (Público)
- Escola Municipal Paulo Freire (Público)

## Festival de Praia

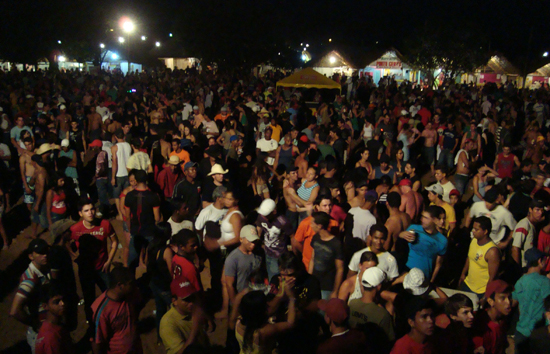
XXIII Festival de Praia, considerado o principal evento do Cone Sul de Rondônia

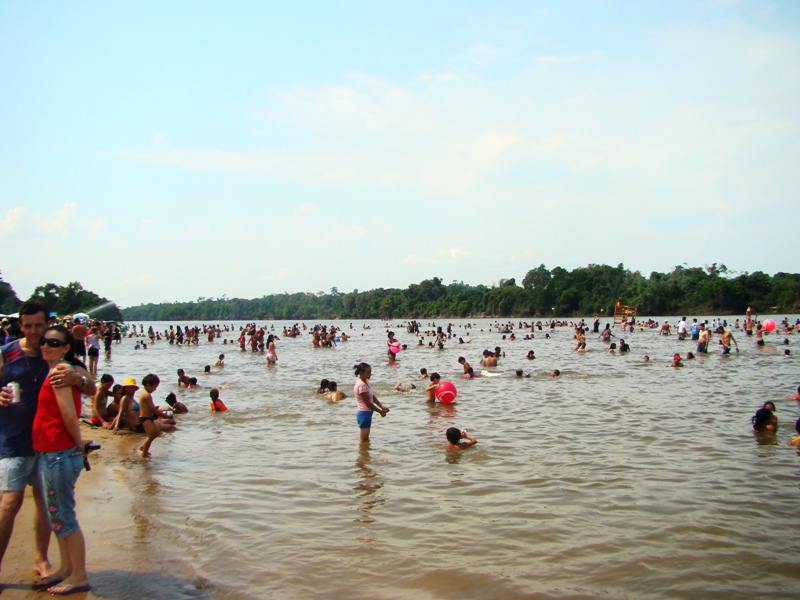
Banhistas do Festival no rio Guaporé

Considerado o maior do Cone Sul do estado de Rondônia, o evento ocorre as margens do Rio Guaporé. Realizado sempre no mês de setembro, o Festival de Praia atrai milhares de pessoas de todo o estado. O maior evento de praia de água doce da região, além de ser um momento de diversão, é uma oportunidade de crescimento econômico do comércio local.
Dentre as várias atrações realizadas nos quatro dias de festas estão: desfile da Garota Verão, torneio de vôlei e futebol feminino e masculino, e ginástica aeróbica para os interessados, além dos shows ao vivo na noite do evento com bandas regionais e nacionais. O Festival de Praia de Pimenteiras do Oeste está em sua 23ª edição sendo o último realizado entre os dias 6 e 9 de setembro de 2012.